# توم هوارد
توم هوارد (بالإنجليزية: Tom Forrest Howard)‏ هو سياسي بريطاني (وحمل سابقاً جنسية المملكة المتحدة لبريطانيا العظمى وأيرلندا)، ولد في 23 ديسمبر 1888، وتوفي في 12 يونيو 1953. في الانتخابات العامة في المملكة المتحدة 1931 ‏، انتخب عضو برلمان المملكة المتحدة الـ36 عن دائرة Islington South (UK Parliament constituency) ‏ (27 أكتوبر 1931 – 25 أكتوبر 1935).